# Stanley Atani
Stanley Atani, né le 27 janvier 1990, est un footballeur international tahitien, évoluant au poste de milieu de terrain au sein du club de l'AS Vénus depuis 2019.

## Carrière
Jouant dans plusieurs clubs polynésiens, Stanley Atani est international tahitien à vingt-quatre reprises entre 2010 et 2019 et participe à la Coupe des Confédérations 2013, jouant que deux matches en tant que remplaçant contre le Nigeria et contre l'Uruguay pour les Toa Aito mais ne pouvant pas empêcher l'élimination au premier tour. 
À part cela, il participe avec les moins de 20 ans à la Coupe du monde des moins de 20 ans 2009, battu au premier tour puis avec les A aux Jeux du Pacifique 2011 (inscrivant quatre buts), à la Coupe de l'Outre-Mer 2012 (inscrivant un but contre la Martinique) et aux Jeux du Pacifique 2019 (inscrivant un but contre les Tuvalu).
| Buts internationaux de Stanley Atani | Buts internationaux de Stanley Atani | Buts internationaux de Stanley Atani | Buts internationaux de Stanley Atani                    | Buts internationaux de Stanley Atani | Buts internationaux de Stanley Atani | Buts internationaux de Stanley Atani | Buts internationaux de Stanley Atani               |
| 0                                    | Date                                 | Sélection                            | Lieu                                                    | Adversaire                           | Score                                | Résultats                            | Compétitions                                       |
| ------------------------------------ | ------------------------------------ | ------------------------------------ | ------------------------------------------------------- | ------------------------------------ | ------------------------------------ | ------------------------------------ | -------------------------------------------------- |
| 1                                    | 30 août 2011                         | 2                                    | Stade Victorin-Boewa, Boulari, Nouvelle-Calédonie       | Îles Cook                            | 2-0                                  | 7-0                                  | Jeux du Pacifique de 2011 (1er tour)               |
| 2                                    | 1er septembre 2011                   | 3                                    | Stade Victorin-Boewa, Boulari, Nouvelle-Calédonie       | Papouasie-Nouvelle-Guinée            | 1-1                                  | 1-1                                  | Jeux du Pacifique de 2011 (1er tour)               |
| 3                                    | 5 septembre 2011                     | 4                                    | Stade Victorin-Boewa, Boulari, Nouvelle-Calédonie       | Kiribati                             | 14-1                                 | 17-1                                 | Jeux du Pacifique de 2011 (1er tour)               |
| 4                                    | 9 septembre 2011                     | 7                                    | Stade Victorin-Boewa, Boulari, Nouvelle-Calédonie       | Fidji                                | 1-0                                  | 2-1                                  | Jeux du Pacifique de 2011 (Match pour la 3e place) |
| 5                                    | 24 septembre 2012                    | 10                                   | Complexe Sportif Léo Lagrange, Corbeil-Essonnes, France | Martinique                           | 2-1                                  | 3-2                                  | Coupe de l'Outre-Mer 2012 (1er tour)               |
| 6                                    | 10 juillet 2019                      | 21                                   | National Soccer Stadium, Apia, Samoa                    | Tuvalu                               | 3-0                                  | 7-0                                  | Jeux du Pacifique de 2019 (1er tour)               |